# 히로타 내각
히로타 내각(廣田内閣)은 외무대신 히로타 고키가 제32대 내각총리대신으로 임명되어, 1936년 3월 9일부터 1937년 2월 2일까지 존재한 일본의 내각이다.

## 재직 기간
- 1936년(쇼와 11년) 3월 9일 ~ 1937년(쇼와 12년) 2월 2일
- 재직 일수 : 331일